# Жизнь за один день
«Жизнь за один день» (англ. Life in a Day) — совместный продюсерский широкомасштабный спецпроект Ридли Скотта и видеохостинга YouTube. Это попытка создания первого в мире так называемого «глобального фильма», материалы которого предоставляют пользователи интернета.

Организаторами проект назван как «исторический киноэксперимент», суть которого состоит в следующем:
пользователям интернета предлагается загрузить на YouTube лично ими снятые ролики, которые характеризуют один день из их жизни. Самые интересные видеоматериалы будут смонтированы в единый фильм. К отбору будут допущены материалы записанные на видео исключительно 24 июля 2010 года (и загруженные на соответствующий канал YouTube до 31 июля 2010 года).
Авторы, чьи ролики попали в окончательную версию фильма были указаны в титрах как сорежиссёры и приглашены на кинофестиваль Sundance, где 28 января 2011 года и состоялась его премьера. В этот же день состоялась онлайн-трансляция фильма на портале Youtube.
В России премьера состоялась 2 июня 2011 года.

## Сюжет
Рассказ о жизни людей в один из дней на Земле. Показывается взгляд изнутри, когда каждый человек рассказывает о личном. Рассказ отдельных людей объединяется и образует повествование о жизни человеческого сообщества. Набор кадров структурирует ответы героев на вопросы: «Что у тебя в карманах?», «Что ты любишь?», «Чего ты боишься?» По словам Макдональда, этот прием он позаимствовал из фильмов британского документалиста Хамфри Дженнингса, одного из основателей организации «Массовое наблюдение» (Mass Observation).